# Miroslav Koníček
Miroslav Koníček (født 18. april 1936 i Prag) er en tjekkoslovakisk tidligere roer.

## Rokarriere
Koníček var styrmand i Tjekkoslovakiets otter, der i 1959 vandt EM-sølv. Han var også med ved OL 1960 i Rom, hvor bådens besætning derudover bestod af Jan Švéda, Jan Jindra, Jiří Lundák, Stanislav Lusk, Bohumil Janoušek, Václav Pafkovič, Josef Věntus og Luděk Pojezný. De vandt her deres indledende heat og var dermed kvalificeret til finalen. Her var det den tyske båd, der var hurtigst og fik guld, mens Canada fik sølv og Tjekkoslovakiet bronze. Ved legene var han desuden med i den tjekkoslovakiske firer med styrmand, der nåede semifinalen.
Han var fortsat med, da tjekkoslovakkerne vandt EM-bronze i otteren i 1963, og igen ved OL 1964 i Tokyo. Her bestod besætningen ud over ham også af Petr Čermák, Jiří Lundák, Jan Mrvik, Július Toček, Josef Věntus, Janoušek, Richard Nový og Luděk Pojezný. Efter at have vundet deres indledende heat kunne de ikke stille noget op med de suveræne amerikanere, der vandt guld, og sølvvinderne fra Tyskland, men de erobrede endnu en OL-bronzemedalje.

## OL-medaljer
- 1960:  Bronze i otter
- 1964:  Bronze i otter